# دایهاتسو میرا جینو
دایهاتسو میرا جینو (Daihatsu Mira Gino) خودرویی است که در سال‌های ۱۹۹۹–۲۰۰۹در اوساکا و ژاپن تولید شده‌است.
این خودرو در کلاس خودرو کی قرار گرفته، است.